# Воєводська сільська рада (Троїцький район)
| Воєводська сільська рада — колишній орган місцевого самоврядування у Троїцькому районі Луганської області з адміністративним центром у с. Воєводське. Історична дата утворення: в 1917 році. Сільській раді були підпорядковані населені пункти: - с. Воєводське - с. Загір'я - с. Іллічівка - с. Маслівка - с. Озеро - с. Полтавське - с. Судьбинка |

## Склад ради
Рада складалася з 12 депутатів та голови.

### Керівний склад ради
| ПІБ                       | Основні відомості                                                         | Дата обрання | Дата звільнення |
| ------------------------- | ------------------------------------------------------------------------- | ------------ | --------------- |
| Вірченко Петро Вікторович | Сільський голова, 1956 року народження, освіта, безпартійний              | 26.03.2006   | 31.10.2010      |
| Вірченко Петро Вікторович | Сільський голова, 1956 року народження, освіта вища, член Партії регіонів | 31.10.2010   | 15.12.2013      |
| Вакуленко Алла Федорівна  | Сільський голова, 1969 року народження, освіта вища, член Партії регіонів | 15.12.2013   |                 |

Примітка: таблиця складена за даними джерела